# Didymocantha obliqua
Didymocantha obliqua är en skalbaggsart som beskrevs av Newman 1840. Didymocantha obliqua ingår i släktet Didymocantha och familjen långhorningar. Inga underarter finns listade i Catalogue of Life.

## Bildgalleri

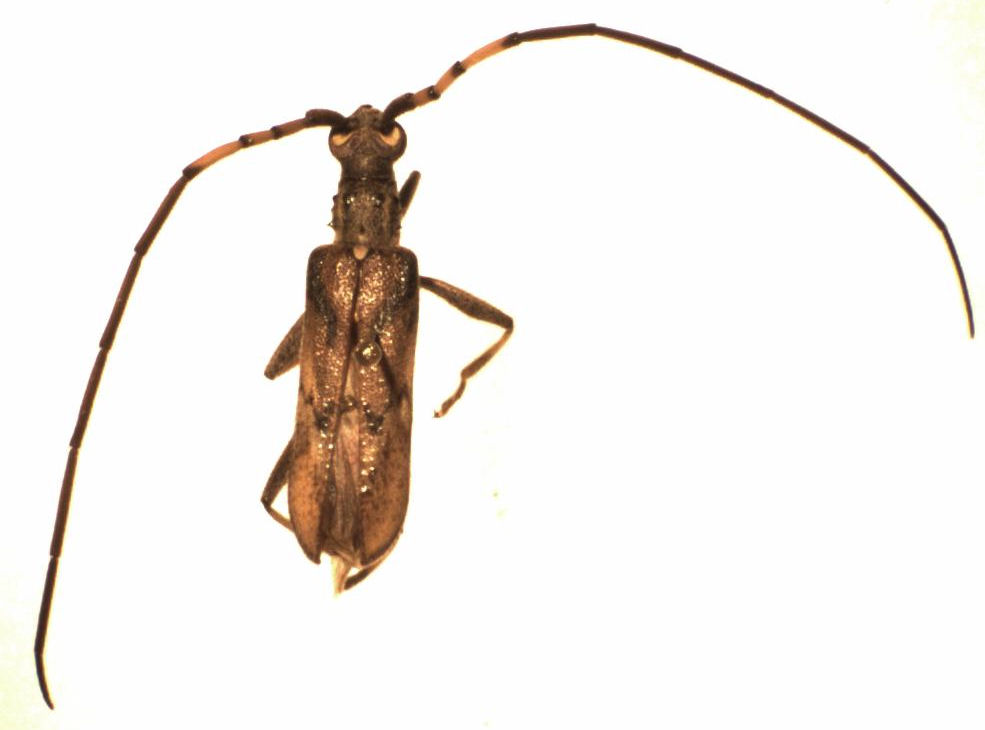